# Dolná Lehota
Dolná Lehota (bis 1927 slowakisch „Dolná Lehôta“; ungarisch Alsószabadi – bis 1907 Alsólehota) ist eine Gemeinde in der Mitte der Slowakei mit 688 Einwohnern (Stand 31. Dezember 2024), die zum Okres Brezno, einem Kreis des Banskobystrický kraj gehört und zur traditionellen Landschaft Horehronie gezählt wird.

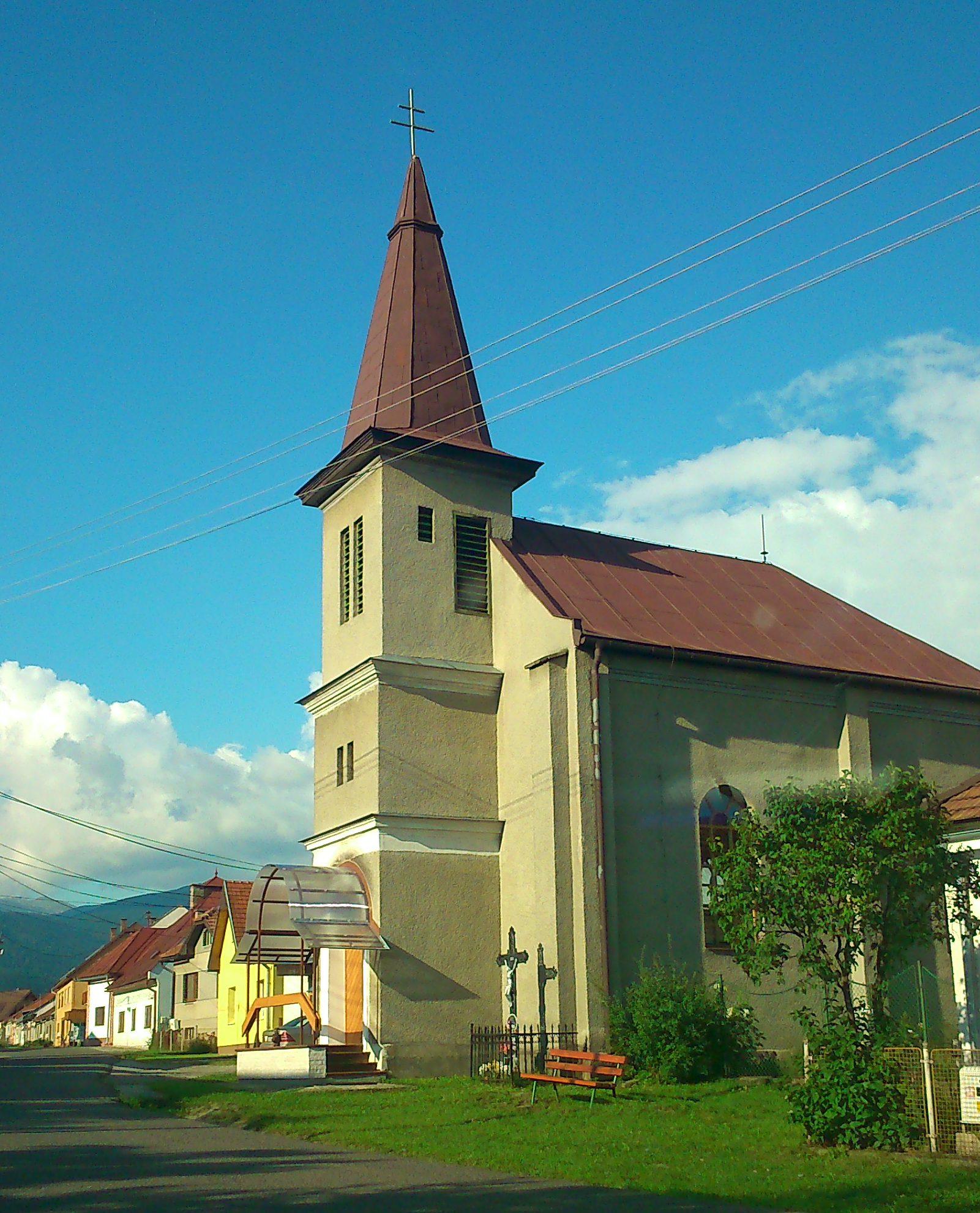
Johannes-der-Täufer-Kirche

## Geographie
Die Gemeinde befindet sich am Südhang des mittleren Teils der Niederen Tatra am Bach Vajskovský potok im Einzugsgebiet des Hron. Am unteren Ende im Süden geht die Landschaft in die Tallandschaft Horehronské podolie über, im Norden reicht das Gemeindegebiet über das Tal Vajskovská dolina bis zum Hauptkamm der Niederen Tatra, mit dem Berg Dereše (2004 m n.m.) als höchstem Punkt. Damit hat Dolná Lehota einen Anteil am Nationalpark Niedere Tatra. Das Ortszentrum liegt auf einer Höhe von 480 m n.m. und ist 15 Kilometer von Brezno sowie 36 Kilometer von Banská Bystrica entfernt.
Das Gemeindegebiet von Dolná Lehota grenzt an Lazisko und Demänovská Dolina über den Hauptkamm im Norden, Horná Lehota im Osten, Valaská im Südosten, Podbrezová im Süden und Predajná und Jasenie im Westen.

## Geschichte
Der Ort wurde 1358 von Petrík, dem langjährigen Erbvogt von Predajná auf dem Herrschaftsgebiet der Burg Liptsch gegründet. Daher trug die Ortschaft für mehr als 100 Jahre seinen Namen, so z. B. Petwrlehota (1424), Lehota Petri (1455) und Petrik Lehathaya (1464), danach änderte sich der Name auf Inferior Lehotha (1528) und Lehotka (1536). 1828 zählte man 109 Häuser und 901 Einwohner, die in Landwirtschaft, Schaf- und Viehhaltung und als Fuhrmänner und Spitzenmacher beschäftigt waren. Ende des 19. Jahrhunderts begann man mit der Förderung der Antimon-Erze, die vorwiegend im Nachbarort Vajsková verarbeitet wurden.
Bis 1918 gehörte der im Komitat Sohl liegende Ort zum Königreich Ungarn und kam danach zur Tschechoslowakei beziehungsweise heute Slowakei. 1956 ereignete sich im Tal Vajskovská dolina eine Tragödie, als eine große Lawine 16 Menschen, allesamt Forstarbeiter, unter sich begrub.

## Bevölkerung
| Jahr                | 1994 | 2004    | 2014    | 2024    |
| ------------------- | ---- | ------- | ------- | ------- |
| Anzahl der Personen | 720  | 712     | 764     | 688     |
| Unterschied         |      | −1,11 % | +7,30 % | −9,94 % |

| Jahr                | 2023 | 2024    |
| ------------------- | ---- | ------- |
| Anzahl der Personen | 692  | 688     |
| Unterschied         |      | −0,57 % |

Gemäß der Volkszählung 2011 wohnten in Horná Lehota 784 Einwohner, davon 741 Slowaken, 15 Roma und zwei Tschechen. 26 Einwohner machten keine Angaben. 542 Einwohner bekannten sich zur römisch-katholischen Kirche, 44 Einwohner zur evangelischen Kirche A. B. und ein Einwohner zur griechisch-katholischen Kirche. 104 Einwohner waren konfessionslos und bei 93 Einwohnern ist die Konfession nicht ermittelt.
Ergebnisse nach der Volkszählung 2001 (739 Einwohner):
| Nach Ethnie: - 98,24 % Slowaken - 0,81 % Tschechen - 0,41 % Roma - 0,14 % Russinen | Nach Konfession: - 79,03 % römisch-katholisch - 11,10 % konfessionslos - 8,66 % evangelisch - 1,08 % keine Angabe - 0,14 % andere |

## Sehenswürdigkeiten und Tourismus
- römisch-katholische Johannes-der-Täufer-Kirche aus dem Jahr 1914
- evangelischer Glockenturm aus dem Jahr 1818
- SNP-Denkmal aus dem Jahr 1976

Der touristische Ort Krpáčovo befindet sich teilweise auf dem Gemeindegebiet.